# Warlen Júnior
Antonio Warlen Souza Silva Júnior (São Gonçalo (Rio de Janeiro), 9 de dezembro de 1991), mais conhecido como Carioca, é um jogador brasileiro de rúgbi. Revelado pelo Jacareí Rugby, o atleta atua pelo clube paulista desde 2015. Carioca é um dos poucos jogadores que foi campeão brasileiro de rugby union e rugby sevens com o Jacareí na temporada 2017. Além disso, Carioca também joga rugby league e foi recentemente campeão sul-americano com a Seleção Brasileira da modalidade.

## Títulos
Jacareí Rugby
- Campeonato Brasileiro: 2017[4]

- Campeonato Brasileiro 7's: 2017[5][6]
- Campeonato Brasileiro - Série B: 2016
- Campeonato Paulista 7's: 2015

#### Seleção Brasileira
- Copa Sul-Americana de Rugby League: 2018

### Prêmios Individuais
- Prêmio Romulo Rambaldi - Destaque do Ano: 2016